# Gonioscelis whittingtoni
Gonioscelis whittingtoni är en tvåvingeart som beskrevs av Jason Gilbert Hayden Londt 2004. Gonioscelis whittingtoni ingår i släktet Gonioscelis och familjen rovflugor. Inga underarter finns listade i Catalogue of Life.